# NGC 4731A
NGC 4731A (również PGC 43526) – mała galaktyka nieregularna znajdująca się w konstelacji Panny. Jej oznaczenie pochodzi od pobliskiej, większej galaktyki NGC 4731.